# 20854 Тетруашвілі
20854 Тетруашвілі (20854 Tetruashvily) — астероїд головного поясу, відкритий 1 листопада 2000 року.
Тіссеранів параметр щодо Юпітера — 3,497.